# Epi
Epi is een eiland in Vanuatu, behorend tot de provincie Shefa. Het eiland is van noordwest tot zuidoost 43 km lang en 18 km breed en heeft een oppervlakte van 412 km2; het hoogste punt is 833 m boven zeeniveau. In 2009 woonden er 5200 mensen, tussen 1986 en 2009 groeide de bevolking met 2,34% per jaar. Het administratief centrum is Ringdove, een plaats aan de Lamen Bay.

## Cultuur
Er worden op Epi vijf verschillende talen uit de Austronesische taalgroep gesproken. De meeste talen worden slechts door een paar honderd mensen gekend. In het noorden van het eiland bevindt zich een highschool en een ziekenhuis.

## Bestaansmiddelen
De meeste landbouw op het eiland is zelfvoorzieningslandbouw. Vroeger werd er voor de export vooral kopra geproduceerd, nu is er nog maar één onderneming mee bezig die ook rundvlees en kava produceert. Verder is visvangst belangrijker; de overheid stimuleert de visserij door het geven van onderwijs en training in het bedrijven van efficiënte en veilige visserijtechnieken.

## Vervoer en toerisme
Er zijn twee airstrips op het eiland, een in het noordwesten bij Lamen Bay en een tweede in het zuidwesten bij Valesdir. Op beide vliegvelden wordt vijf keer per week geland en vertrokken. Het eiland kan ook per schip bereikt worden. Er zijn geen verharde wegen op het eiland.
Het toerisme neemt geleidelijk toe, vooral rond Lamen Bay en Valesdir omdat Epi betrekkelijk dicht bij de hoofdstad Port Vila op het eiland Efate ligt en er regelmatig openbaar vervoer is naar Epi. Er zijn eenvoudige overnachtingsmogelijkheden in Lamen Bay en Valesdir, maar ook in Sara en Nikaoura. Het is een ideaal eiland voor ecotoerisme. In Lamen Bay kunnen doejongs worden waargenomen en verder is snorkelen en golfsurfen populair. Bovendien is het mogelijk wandelingen op het eiland te maken.

## Geografie en fauna

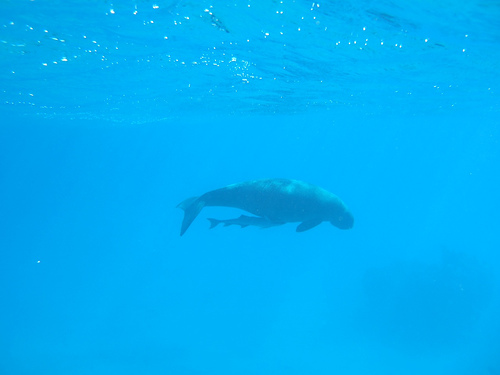
Doejong met vastgezogen remora bij het eiland Epi (Vanuatu).

Het eiland is van vulkanische oorsprong, het hoogste punt, de berg Pomare is een vulkaan uit het Quartair. Op het eiland en oostelijk merendeels onder zeeniveau liggen nog meer vulkanen. Deze oostelijk gelegen onderwatervulkaankraters zijn nog actief. De laatst geregistreerde activiteit was in 2004.
In het noordwesten ligt een zandstrand, een koraalrif en het bewoonde eilandje Lamen. Hier komt de doejong nog voor. Verschillende stukken, waaronder het onbewoonde eilandje Namuka in het zuiden hebben de status van beschermd natuurgebied. Er zijn op het eiland 87 vogelsoorten waargenomen waaronder zeevogels zoals Goulds stormvogel (Pterodroma leucoptera), kermadecwitnekstormvogel (Pterodroma cervicalis) en de wigstaartpijlstormvogel (Ardenna pacifica) verder endemische landvogels als vanuatujufferduif (Ptilinopus tannensis) en witbuikhoningeter (Glycifohia notabilis). Bovendien komt er op het land maar één wild zoogdier voor de vleerhoond Pteropus anetianus.